# David Gugerli

David Gugerli (2024)

David Gugerli (* 21. Oktober 1961 in Zürich) ist ein Schweizer Historiker und Professor für Technikgeschichte an der ETH Zürich.

## Leben
1986 schloss David Gugerli sein Studium an der Universität Zürich in Allgemeiner Geschichte, Geschichte der neueren deutschen Literatur und der Literaturkritik ab. 1987 promovierte er bei Rudolf Braun. Nach Forschungsaufenthalten in Paris, Mexiko-Stadt, an der Stanford University, am Wissenschaftskolleg zu Berlin und in Wien wurde er 1995 an der Universität Zürich mit einer Arbeit über die Elektrifizierung der Schweiz habilitiert. Nach kurzer Zeit als Professor an der Universidad Nacional Autónoma de México wurde er 1997 zum Assistenz- und 2001 zum ordentlichen Professor für Technikgeschichte an der ETH Zürich gewählt. Im Jahr 2008 wurde David Gugerli Senior Fellow des Zukunftskollegs der Universität Konstanz. Seit 2016 ist er zudem Fellow am Collegium Helveticum.
Gugerli war Mitbegründer und Mitglied des Zentrums Geschichte des Wissens, Herausgeber der Schriftenreihe Interferenzen – Kulturgeschichte der Technik und Mitherausgeber von Nach Feierabend, Zürcher Jahrbuch für Wissensgeschichte. Er vertritt eine kulturwissenschaftliche Technikgeschichte. Seine Arbeitsschwerpunkte umspannen ein breites thematisches Feld: Die politische Geschichte des Körpers, die Geschichte der Elektrifizierung, der kartographischen Beherrschung des nationalen Raums sowie der Entwicklung der technischen Hochschule im 19. und 20. Jahrhundert. In jüngerer Zeit sind Studien zur Geschichte rechnergestützter Suchprozeduren und Datenbanken sowie der wissensbasierten Ökonomie (Rückversicherungsindustrie) entstanden. Gugerli war von 2009 bis 2016 Präsident der Strategiekommission der ETH Zürich.

## Auszeichnungen
- Fellow des Wissenschaftskollegs zu Berlin (1993/1994)
- Rudolf-Kellermann-Preis für Technikgeschichte des Vereins Deutscher Ingenieure (1995, Preis für 1994)
- Preis der Berlin-Brandenburgischen Akademie der Wissenschaften (1997)
- Jubiläumspreis der Schweizerischen Akademie der Geistes- und Sozialwissenschaften (1998)
- Gast des Rektors am Wissenschaftskolleg zu Berlin (2006)
- Senior Fellow am Zukunftskolleg der Universität Konstanz (2008)[6]

## Schriften (Auswahl)
- Zwischen Pfrund und Predigt. Die protestantische Pfarrfamilie auf der Zürcher Landschaft im ausgehenden 18. Jahrhundert. Chronos, Zürich 1988, ISBN 3-905278-30-8 (Dissertation Universität Zürich 1987/1988 mit Illustrationen und graphischen Darstellungen, 21 cm [d-nb.info/881084301/04 Inhaltsverzeichnis]).
- hrsg. mit Sebastian Brändli, Rudolf Jaun, Ulrich Pfister: Schweiz im Wandel. Studien zur neueren Gesellschaftsgeschichte. Festschrift für Rudolf Braun zum 60. Geburtstag. Helbing und Lichtenhahn, Basel u. a. 1990, ISBN 3-7190-1058-9.
- mit Rudolf Braun: Macht des Tanzes – Tanz der Mächtigen. Hoffeste und Herrschaftszeremoniell 1550–1914. Beck, München 1993, ISBN 3-406-37550-2.
- Redeströme. Zur Elektrifizierung der Schweiz 1880–1914. Chronos, Zürich 1996, ISBN 3-905311-91-7 (Habilitation Universität Zürich 1994/1995, mit Illustrationen und graphischen Darstellungen, 25 cm).
- Wie die Jungfrau zu ihrer Bahn gekommen ist. Technische Naturbeherrschung an einer anthropomorphisierten Landschaft. In: Kunst + Architektur. Band 48, 1997, ISSN 1421-086X, S. 42–55.
- mit Daniel Speich Chassé: Topografien der Nation. Politik, kartografische Ordnung und Landschaft im 19. Jahrhundert. Chronos, Zürich 2002, ISBN 3-0340-0548-2.
- Der fliegende Chirurg. Kontexte. Problemlagen und Vorbilder der virtuellen Endoskopie. In: David Gugerli, Barbara Orland (Hrsg.): Ganz normale Bilder. Historische Beiträge zur visuellen Herstellung von Selbstverständlichkeit (= Interferenzen. Band 2). Chronos, Zürich 2002, ISBN 3-0340-0551-2, S. 251–270.
- mit Patrick Kupper und Daniel Speich Chassé: Die Zukunftsmaschine. Konjunkturen der ETH Zürich 1855–2005. Chronos, Zürich 2005, ISBN 3-0340-0732-9.
- Suchmaschinen. Die Welt als Datenbank.(= edition unseld. Band 19), Suhrkamp, Frankfurt am Main 2009, ISBN 978-3-518-26019-7.
- mit Jakob Tanner: Wissen und Technologie. In: Patrick Halbeisen, Margrit Müller, Béatrice Veyrassat (Hrsg.): Wirtschaftsgeschichte der Schweiz im 20. Jahrhundert. Schwabe, Basel 2012, ISBN 978-3-7965-2815-6, S. 265–316.
- The World as Database: On the Relation of Software Development, Query Methods, and Interpretative Independence. In: Information & Culture. Band 47 (2012), Nr. 3, S. 288–311, doi:10.1353/lac.2012.0016.
- mit Peter Borscheid, Harold James und Tobias Straumann: Swiss Re und die Welt der Risikomärkte. Eine Geschichte. Beck, München 2014, ISBN 978-3-406-65583-8; englisch: The Value of Risk: Swiss Re and the History of Reinsurance. Oxford University Press, Oxford 2014, ISBN 978-0-19-968980-4.[7]
- mit Hannes Mangold Herausgabe von Max Frisch: Ignoranz als Staatsschutz? Suhrkamp, Berlin 2015, ISBN 978-3-518-42490-2.
- Wie die Welt in den Computer kam. Zur Entstehung digitaler Wirklichkeit. S. Fischer, Frankfurt am Main 2018, ISBN 978-3-10-397226-9.
- mit Ricky Wichum: An den Grenzen der Berechenbarkeit: Supercomputing in Stuttgart. Chronos Verlag, Zürich 2021, ISBN 978-3-0340-1620-9.
- Vom Verschwinden der Technik. Chronos Verlag, Zürich 2024, ISBN 978-3-0340-1758-9.